# Guvernul Petre S. Aurelian
Guvernul Petre S. Aurelian a fost un consiliu de miniștri care a guvernat România în perioada 21 noiembrie 1896 - 26 martie 1897.

## Componența
- Președintele Consiliului de Miniștri

Petre S. Aurelian (21 noiembrie 1896 - 26 martie 1897)
- Ministrul de interne

Vasile Lascăr (21 noiembrie 1896 - 26 martie 1897)
- Ministrul de externe

Constantin I. Stoicescu (21 noiembrie 1896 - 13 martie 1897)
ad-int. Petre S. Aurelian (13 - 26 martie 1897)
- Ministrul finanțelor

George C. Cantacuzino-Râfoveanu (21 noiembrie 1896 - 13 martie 1897)
ad-int. Vasile Lascăr (13 - 26 martie 1897)
- Ministrul justiției

Ștefan Șendrea (21 noiembrie 1896 - 26 martie 1897)
- Ministrul de război

ad-int. Constantin I. Stoicescu (21 - 25 noiembrie 1896)
General Anton Berindei (25 noiembrie 1896 - 26 martie 1897)
- Ministrul cultelor și instrucțiunii publice

George Mârzescu (21 noiembrie 1896 - 26 martie 1897)
- Ministrul agriculturii, industriei, comerțului și domeniilor

Petre S. Aurelian (21 noiembrie 1896 - 26 martie 1897)
- Ministrul lucrărilor publice

Emanoil Porumbaru (21 noiembrie 1896 - 26 martie 1897)

## Sursa
- Stelian Neagoe - "Istoria guvernelor României de la începuturi - 1859 până în zilele noastre - 1995" (Ed. Machiavelli, București, 1995)

| Precedat(ă) de: Guvernul Dimitrie A. Sturdza (1) | Guvernul Petre S. Aurelian 21 noiembrie 1896 - 26 martie 1897 | Succedat(ă) de: Guvernul Dimitrie A. Sturdza (2) |